# Bert Zimmerman
Bert Zimmerman (Willemstad, Curaçao, 21 november 1977) is een Nederlands Antilliaans voetballer.
Zijn positie in het veld was aanvaller. Hij is de neef van Angelo Zimmerman.

## Carrière
| Seizoen        | Club            | Land      | Competitie     | Wed. | Goals |
| -------------- | --------------- | --------- | -------------- | ---- | ----- |
| 1999/00        | FC Groningen    | Nederland | Eerste divisie | 9    | 0     |
| 2000/01        | FC Groningen    | Nederland | Eredivisie     | 1    | 0     |
| 2001/02        | FC Groningen    | Nederland | Eredivisie     | 1    | 0     |
| 2002/03        | BV Veendam      | Nederland | Eerste divisie | 16   | 0     |
| Totaal         | Totaal          | Totaal    | Totaal         | 188  | 0     |
| Bijgewerkt tot | 7 augustus 2009 |           |                |      |       |